# Pouss
Cet article possède des paronymes, voir Pouce, Pous et Pousse.
Pouss  est un village situé dans l’arrondissement de Maga, département du Mayo-Danay, dans la Région de l'Extrême-Nord Cameroun. Ce village cosmopolite est occupé en majeure partie par les Musgum qui cohabitent avec d'autres peuples minoritaires tels que: les Massa, Kanouri, arabes Choa, Peul et bien d'autres. Il est dirigé par un sultan, celui en fonction en 2016 étant Abba Mbang Oumar.

## Situation géographique
Dirigé par un lamido, il est limité au Nord par Tékélé, au sud par Bégué, à l'Est par Katoa (village du Tchad) et à l'Ouest par Maga. Sur le plan hydrographique, Pouss est traversé par le fleuve Logone et arrosé par le lac Maga, permettant ainsi la culture du riz par irrigation, la pêche et le transport fluvial en saison pluvieuse. Ce qui conduit la population locale à vivre principalement de la culture du riz, de la pêche ainsi que du commerce. Le relief est constitué d'une plaine d'altitude moyenne de 20 m appelée la plaine du Logone. Le climat est tropical de type sahelo-soudanais.

## Histoire
Le nom de Pouss tire son origine de Mpouss qui signifie Mousgoum. C'est l'identité du peuple Musgum. Il émane d'un petit village Mouskuon situé au Tchad où vivaient des peuplades Mousgoum. Après plusieurs migrations, certains clans se sont retrouvés au Cameroun et fondèrent le village Pouss. Ce village a connu plusieurs migrations parmi lesquelles celles du clan Matakai qui fut le premier à s'installer dans la région. Puis celles des Mpalias, Marakai, Mourla, Mbala... 
Le premier clan était organisé sur le système de famille car il vivait sans chef. C'est avec l'arrivée de Siakou, la première élite charismatique Musgum que la société de Pouss a commencé à s'organiser autour d'un chef. Mais la première forme de chefferie va êtrte observée avec Mbang Matti qui fonda l'actuel sultanat de Pouss. Ainsi, plusieurs chefs vont se succéder parmi lesquels Mbang Oumar, Mbang Mamat Mbangyaya... C'est sous le règne de Mbang Oumar le chef avec des centaines de femmes et enfants que la religion musulmane va s'installer dans le village. Ainsi au cours du temps, cette localité va s'ouvrir au monde extérieur à travers la promotion de la culture du riz, débutée dans les années 1970.

## Population et démographie

### Musgum

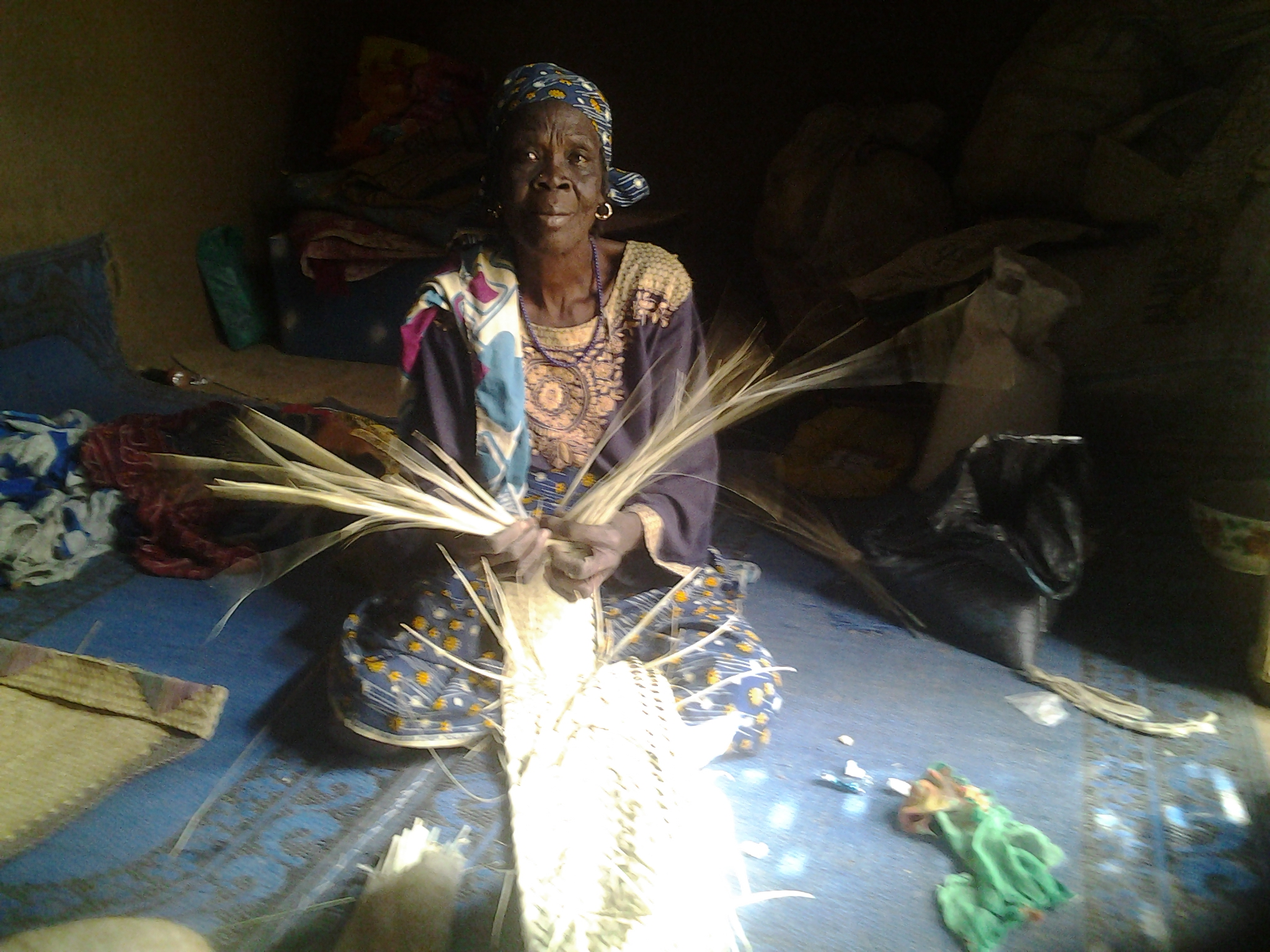
Femme musgum tissant une natte destinée à la vente.

Descendant des Sao, les Musgum sont localisés autour de la plaine du Logone. Détenteurs de plusieurs chefferies dont celle de Pouss dans le Mayo-Danay et Kossa dans le Mayo Sava, ils sont des hommes au teint sombre, robuste et vivent principalement de l'agriculture et de la pêche. La culture du peuple Musgum est caractérisée par la construction des cases obus ainsi que plusieurs danses folkloriques, l'habitat et les différentes rites. Ce peuple est partagé entre la religion islamique et chrétienne. À Pouss, ils sont majoritaires et sont détenteurs de la chefferie traditionnelle. Installés dans des zones propices à l’activité agricole, ils sont de grands agriculteurs dont la culture principale est celle du riz. Le commerce et l'élevage sont peu développés chez ce peuple. Ils cohabitent avec d'autres peuples tels que les Massa.

### Massa
Installés autour de la plaine du Logone, les Massa viennent du Soudan. Après plusieurs migrations, ils ont occupé plusieurs territoires dans le Mayo-Danay. Implantés majoritairement à Yagoua, ils ont une culture propre. Ils sont robustes et ont un teint sombre. L'activité principale est l'agriculture et l’élevage. À Pouss, ils sont minoritaires et sont localisés dans les agglomérations. Ils vivent en parfaite harmonie avec le peuple Musgum et d'autres peuples.

### Autres peuples
Plusieurs peuples se sont installés et y ont élu domicile auprès des autochtones. Ces derniers entretiennent des relations d'harmonie. Ils sont constitués des Kanouris venus du Mayo Sava et du Nigeria, Baguirmis venus du Tchad voisin, les Arabes choa, Kotoko, Peuls et bien d'autres. Ces peuplades vivent principalement du commerce, de l'agriculture et de l'élevage. Ils sont soumis à l'autorité du chef traditionnel.

## Économie
Pouss est un village dont les atouts économiques sont basés sur l'hydrographie et le dynamisme de la population en majorité jeune ainsi que sa position géographique. Les principales activités qui animent les populations sont : l'agriculture, la pêche, l’élevage et le commerce. L'agriculture est subdivisée en deux secteurs. D'une part, la culture du riz qui se fait deux fois par an et d'autre part la culture du mil uniquement lors de la saison pluvieuse. La culture du riz est faite par irrigation et encadrée par la Société d'Expansion et de Modernisation de la Riziculture de Yagoua (SEMRY). 
La pêche de son côté se fait sur le fleuve Logone et le lac artificiel de Maga. Elle est ouverte en décembre et interrompue au mois d'octobre de l'an suivant. Dans ces eaux, l'on trouve des gros et des petits poissons. Les poissons péchés sont vendus sur trois formes dont la première dans son état frais, la deuxième fumé et la troisième séché. Les produits de la pêche de Pouss alimentent toutes les localités voisines et sont vendus dans les marchés de la région. Le commerce est marqué par la vente du bétail, des céréales des denrées alimentaires, des objets d'art, etc. Les commerçants viennent des quatre coins de la région de l'Extrême-Nord. 
Le marché de Pouss est l’un des plus grands marchés de la région. Le transport fluvial est aussi présent notamment en saison pluvieuse. Il se pratique avec des pirogues à moteur parcourant plusieurs centaines de kilomètres. La Semry implantée dans la région a développé également plusieurs activités génératrices de revenus favorisant ainsi la réduction du chômage.

## Sites touristiques

### Cases obus
Les cases obus sont situées à 4 km du centre-ville, sur la route de Tékélé. Véritable site touristique, ces cases représentent la culture Musgum dans toute sa richesses et sa splendeur. Poteries cuites par le soleil ardent, elles sont construites dans un mélange de terre et d’herbe, sur un plan circulaire, par superposition d’assises successives, pour des unités pouvant atteindre quinze à vingt mètres de hauteur. Cet ouvrage propose une redécouverte de cette architecture. D’abord par une approche historique du peuple Musgum et des formes d’habitat rencontrées dans la région. Ensuite, par le compte rendu d’un chantier-école mené par Patrimoine sans frontières, qui a conduit à la construction de cinq cases obus grâce à une redécouverte des savoir-faire locaux. Outre la description détaillée des techniques constructives originales que cette forme spectaculaire impose, sont abordés les problèmes liés à la transmission des savoirs dans les sociétés traditionnelles et à la résurgence puis l’appropriation d’espaces inscrits dans la mémoire collective des Musgum. C’est un véritable site touristique ouvert aux touristes en toute saison.

### Grand marché de Pouss
Le marché de Pouss se tient chaque mardi. Considéré comme un carrefour, il réunit en son sein Tchadiens, Nigérians et nationaux venus des quatre coins de la région. Il est l’un des plus grands de la région de l’Extrême-Nord. Très riche, le marché de Pouss contient divers produits tels que des céréales, des denrées alimentaires, des outils artisanaux, de chasse, d’agriculture et du bétail. Sa particularité est qu’il est vaste et ouvert en toute saison. Le poisson dans tous ses états est abondant en toute saison. Le côté vestimentaire est pris au sérieux par les marchands. Dans les différents magasins, l’on trouve des vêtements d’apparat fabriqués localement et ceux importés. Le côté artisanal n’est pas négligé. L’on y trouve des produits artisanaux fabriqués localement à base de peaux d’animaux tels que des chaussures, sacs à main, etc. L’on y trouve également des poteries, vanneries… Le marché de Pouss est un marché par excellence de la vente du riz cultivé sur place.

### Chefferie traditionnelle
La chefferie de Pouss est située en plein centre-ville et a été bâtie par le chef Mbang Matti (période 1916) durant la période coloniale. Véritable temple culturel, elle s’étend sur plusieurs hectares. Le paysage est similaire à celui du monde arabe. Il s’agit d’un duplex construit à base d’argile avec deux niveaux. Les déchets des bœufs, d'oiseaux, constituent le béton de bois du rônier qui soutiennent l’édifice. Le coloriage est fait à base des produits locaux. À l’extérieur, l’on trouve une cour avec plusieurs hangars, des parkings et une mosquée. À quelques pas, l’on a une très belle vue sur l’architecture. À l’entrée, l’on trouve une porte faite à base de bois local très solide, qui a plus de cent ans d’existence. L’intérieur a un accès vaste et contient plusieurs pièces. Il est constitué du domaine privé du chef, d’un salon pour les réceptions, d’un hangar qui sert de tribunal coutumier et de lieu de réunion avec les notables. Un domaine des épouses constitué d’un appartement personnel, d’une cuisine et des cases pour troupeaux s'y trouve aussi. L’on y trouve également un cimetière royal où sont enterrés les chefs. La chefferie traditionnelle de Pouss est un véritable site touristique.

### Lac artificiel de Maga

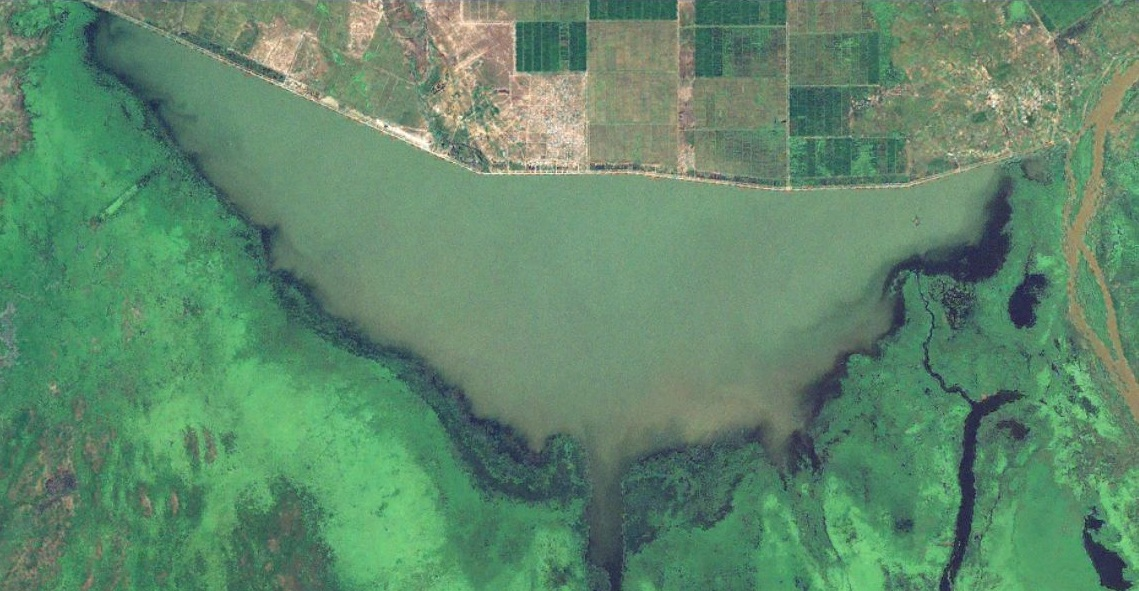
Le lac artificiel de Maga.

Il s’agit ici du lac artificiel de Maga qui arrose le village. Il a été créé en 1974 par le gouvernement camerounais pour le développement de la riziculture dans la zone. Ce lac artificiel, qui s’étend sur près de 25 km de long, est situé sur la route qui mène à Maga. Très vaste, il s’étend sur des centaines de kilomètres. Il est poissonneux et héberge une multitude d’hippopotames présents beaucoup plus en saison pluviale. Durant cette même saison, le transport fluvial est développé.Il s’effectue avec des pirogues à moteur ou des pirogues simples. Le but de la création de ce lac était de parvenir à évacuer une partie de l’eau qui inondait la ville de Lagdo dans le Nord Cameroun à travers le fleuve Logone. Tout le long du lac, se trouve une digue qui permet de retenir les eaux.

### Port local et fleuve Logone
C’est un véritable point économique où se sont développées plusieurs activités. La vente des produits de pêche est très développée dans ce lieu. Plusieurs pirogues à moteur accostent pour acheminer certains produits agricoles tels que le riz et le mil. Les pirogues viennent de divers horizons tels que celles du Tchad voisin. C’est un site touristique qui reçoit quotidiennement des touristes nationaux et internationaux . Le port local de Pouss est ouvert sur le fleuve Logone. Il est situé à la sortie du village, sur la route allant à Tékélé. 
Véritable centre commercial, il réunit plusieurs usagers qui échangent dans le cadre commercial. Les jours où ce lieu est plus actif sont les lundis. Le fleuve Logone traverse le village et est utilisé par la SEMRY (Société d’expansion et de Modernisation de la Riziculture de Yagoua) pour la production du riz à travers des canaux d’irrigation. Il offre une plage très romantique. Le sable est fin et offre une belle vue sur le coucher du soleil. Le fleuve Logone est également un lieu par excellence pour la pêche car il est très poissonneux et l’on retrouve diverses variétés de poissons.

### Champs du riz
L’encadrement est fait par la Semry implantée à Maga. Cette structure s’occupe de l’encadrement des agriculteurs, de l’entretien des champs. Le mouvement de va-et-vient des eaux est contrôlé par des techniciens de cette société. Laquelle société prépare le terrain au début de chaque campagne agricole. C’est un véritable milieu touristique dont la physionomie s’apparente à celui du milieu asiatique. Les champs du riz sont situés à la sortie du village. Ils s’étendent sur des vingtaines de kilomètres. Très vaste, ces champs occupent la moitié de la superficie du village. Ils sont traversés par des canaux d’eaux servant d’irrigation. L’on y retrouve deux secteurs dont le premier à l’Ouest sur la route de Maga et l’autre au Nord-ouest du village. Les champs de riz sont subdivisés en casiers, lesquels partitionnés en piquets. Il s’agit ici des parcelles portant des immatriculations qui sont les propriétés des agriculteurs. La culture du riz se fait en deux saisons, donc deux fois par an avec une période de trêve qui entrecoupe les deux saisons.

## Physionomie de la chefferie
La chefferie de Pouss a été fondée dans les années 1900 lors de la période coloniale. Le tout premier chef Musgum reconnu par l’administration coloniale fut Mbang Matti. L’autorité du chef s’étend sur plusieurs villages. Ce pouvoir est limité au Nord par la chefferie de Rainaba, au sud par Vélé, à l’Est par Katoa au Tchad et à l’Ouest par Guirvidig. Plusieurs peuples y habitent mais les plus nombreux sont les Musgum et les Massa.
La chefferie de Pouss a une structure purement sahélienne et musulmane d’où le lamido désigné par l’appellation Pai (qui signifie chef en Musgum). Le chef est entouré de plusieurs notables et des services locaux que sont le tribunal coutumier, le service de renseignement, la police locale, les chefs des quartiers et des services rattachés. Le chef à Pouss porte le nom Mbang. Il est suivi d’un Mbarma qui est l’équivalent d’un Premier ministre dans une République. 
Suivant la logique d’une République, l’on retrouve des ministres qui sont entre les notables qui constituent la Fada. Ici, l’on retrouve le Patcha jouant le rôle du ministre de l’armée. Il est le chef de guerre. Le Limane quant à lui, est celui qui s’occupe de la religion. Il est un imam qui s’occupe du culte. Alipa Ba est le ministre de la pêche. Il s’occupe de tout ce qui a trait à la pêche quand on sait que Pouss est une zone par excellence de la pêche. D’où son importance n’est plus à démontrer. 
Dans le conseil des notables, l’on trouve également le Galdima qui s’occupe de la justice coutumière. Alkali premier juge, Ngarbougo considéré comme le président du tribunal coutumier. 
Le Sarki Sanou assure plusieurs fonctions : il s’occupe de la santé animale, de la sensibilisation des éleveurs notamment des vaccinations et est chargé de la collecte des tickets sur le bétail. Le Sarki Yaki est le grand boucher. Le Mbarkoutou quant à lui, s’occupe de l’intronisation. À côté du conseil des notables, il existe des services annexes où l’on retrouve le Krémé qui s’occupe de tous les biens matériels qui entrent et ressortent du palais. Naibi qui est le messager du chef.